# Galliano (Luisiana)
Galliano é uma Região censo-designada localizada no estado americano de Luisiana, na Paróquia de Lafourche.

## Demografia
Segundo o censo americano de 2000, a sua população era de 7356 habitantes.

## Geografia
De acordo com o United States Census Bureau tem uma área de
28,4 km², dos quais 28,4 km² cobertos por terra e 0,0 km² cobertos por água.

## Localidades na vizinhança
O diagrama seguinte representa as localidades num raio de 28 km ao redor de Galliano.